# Harry Piel

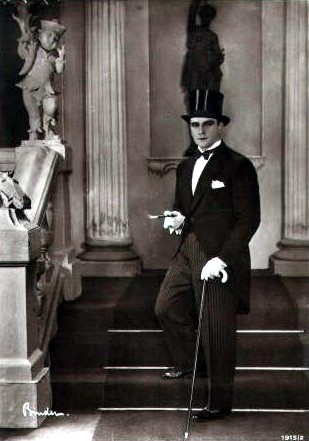
Harry Piel um 1928 auf einer Fotografie von Alexander Binder

Harry Piel (* 12. Juli 1892 in Benrath; † 27. März 1963 in München) war ein deutscher Regisseur und Schauspieler.

## Leben

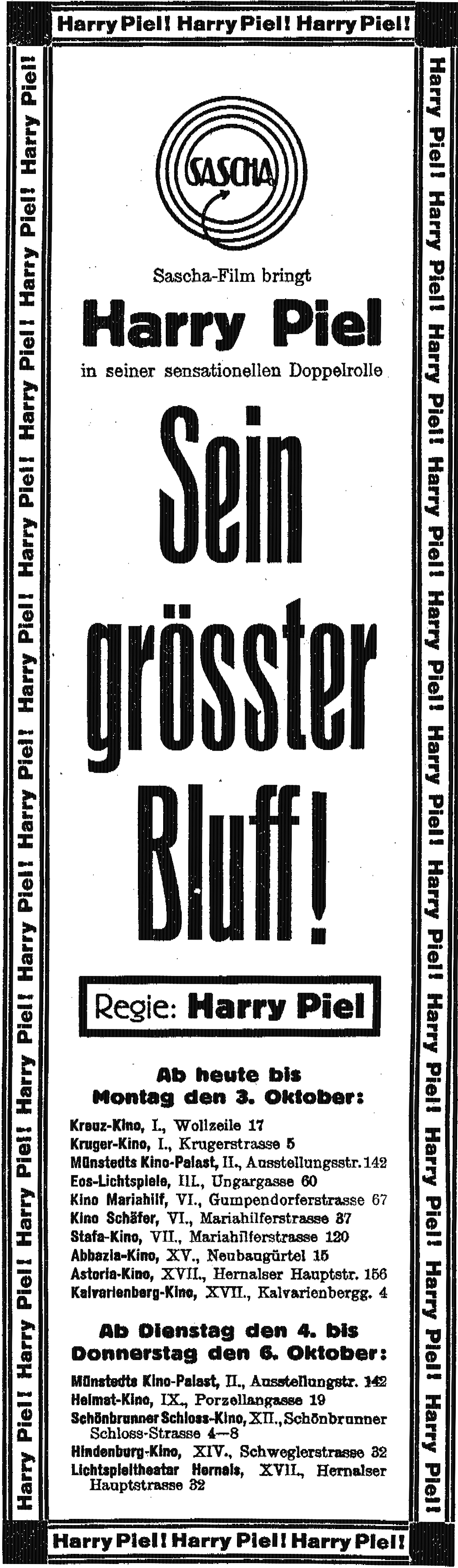
Werbeeinschaltung für den Kinostart in Wien, 1927

Harry Piels Vater war der Gastwirt Hubert August Piel, seine Mutter dessen Frau Agnes, geborene Meisen. 1896 zogen seine Eltern mit ihm nach Düsseldorf, wo sie eine Kantine, ein Hotel und später ein Restaurant betrieben. Nach dem Besuch der Volksschule in Benrath und des Gymnasiums in Derendorf wollte er zunächst mit einem Wanderzirkus umherziehen. Sein Vater beendete dieses Abenteuer und brachte ihn 1909 als Kadett auf einem Segelschulschiff unter, der Grossherzogin Elisabeth, der heutigen Duchesse Anne (ein gleichnamiges Segelschulschiff ist heute in der Unterweserstadt Elsfleth beheimatet). Wegen eines Herzklappenfehlers musste er abheuern und begann eine kaufmännische Lehre, die er 1911 abbrach, um in Paris Kunstflieger zu werden. Aber schon ein Jahr später begann er wieder etwas Neues. In Berlin gründete er die „Kunst-Film-Verlags-Gesellschaft“ und drehte, als Regisseur, Drehbuchautor und Produzent in einer Person, seinen ersten Spielfilm Schwarzes Blut (1912) mit Curt Goetz in der Hauptrolle. Piel kann somit als einer der frühesten Autorenfilmer angesehen werden. Noch 1911 wurde seine zurückgelassene Freundin Mutter.
Weitere Filme sollten im Abenteuer- und Sensationsgenre folgen, in denen immer mehr „Action“ eingebaut wurde. Bald erhielt Piel den Beinamen „Dynamit-Regisseur“, da er einen Sprengmeister kannte, der ihn mit Informationen über bevorstehende Objektsprengungen versorgte, die Piel geschickt in seine Filme einzubauen wusste. 1915 wurde Piel das Hinter-der-Kamera-stehen zu langweilig und er begann, auch vor der Kamera zu agieren. Sein Versuch mit einer eigenen Produktionsfirma Harry Piel & Co. Berlin Fuß zu fassen, begann und endete auch im Jahr 1915 mit dem Film Das verschwundene Los (1915), zu dem er auch das Drehbuch beisteuerte. Der erste Film mit ihm als Hauptdarsteller, Die große Wette, kann dem Science-Fiction-Sujet zugerechnet werden, musste er sich doch mit so genannten „Maschinenmenschen“ auseinandersetzen.
In Unter heißer Zone (1916) wurden erstmals waghalsige Raubtierszenen eingebaut, was Piel in weiteren Filmen, teilweise nach eigenen Dressuren, immer wieder aufgreifen sollte. Es folgten eine Reihe von Filmen (1918–1919) um den von Heinrich Schroth dargestellten Detektiv „Joe Deebs“. Mit dem Film Der große Unbekannte (1919) begann er unter dem Namen „Harry Peel“ auch international bekannt zu werden. 1927 spielte er sogar in einer Doppelrolle mit Marlene Dietrich zusammen in dem Film Sein größter Bluff. Ebenfalls 1927 heiratete Piel in zweiter Ehe die Schauspielerin Dary Holm (1897–1960), die auch in einigen seiner Filme die weibliche Hauptrolle spielte. 1928 gründete Piel mit der Ariel-Film bereits seine fünfte Firma, die bis zur Verstaatlichung 1939 Bestand hatte.
In den Kriegs- und Nachkriegsjahren gab es einen volkstümlichen Reim: Harry Piel / sitzt am Nil / wäscht die Beene (Beine) mit Persil.

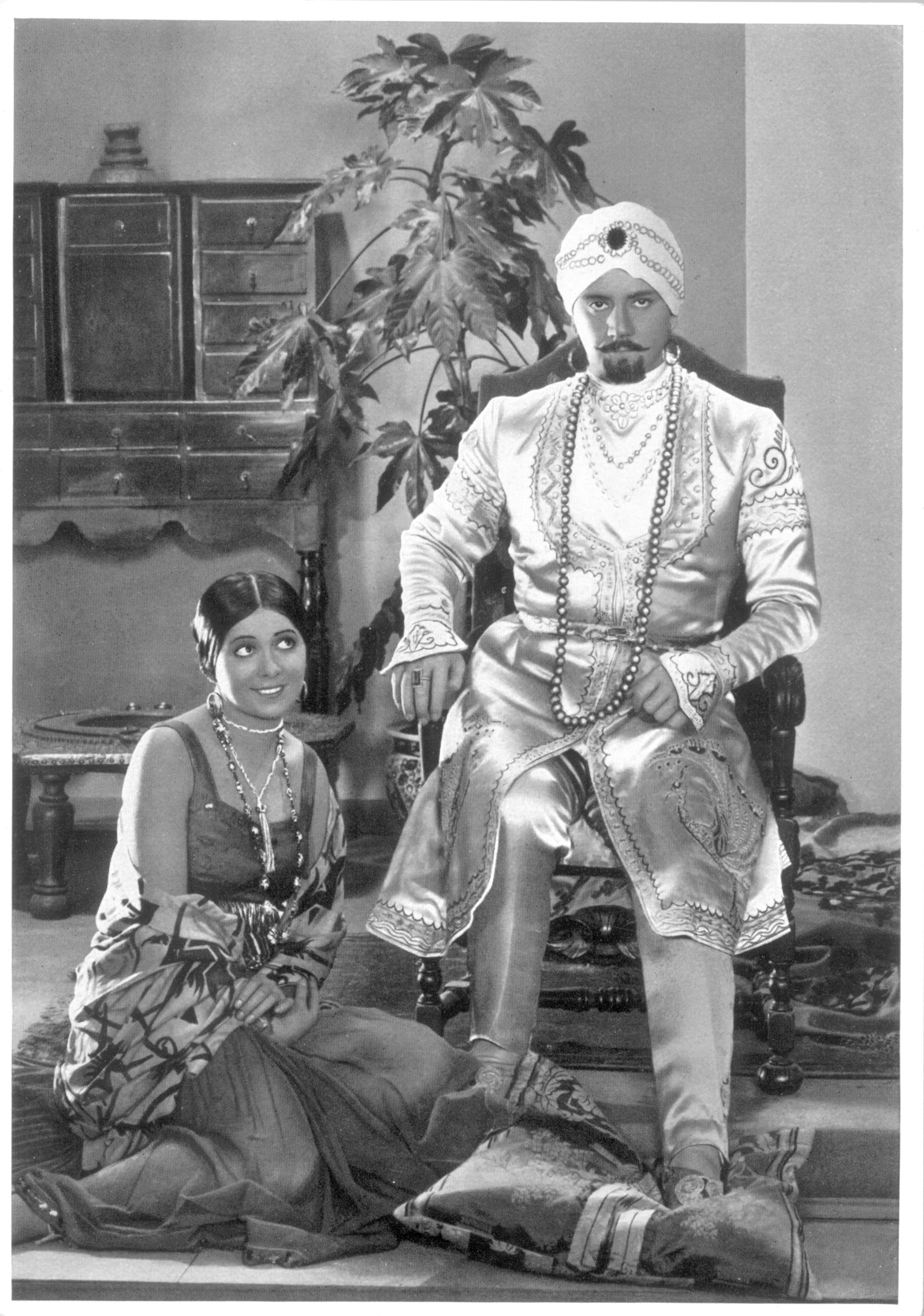
Dary Holm und Harry Piel

Der Übergang zum Tonfilm machte Piel mit der Doppelgänger-Komödie Er oder ich (1930) keine Probleme. Bis 1939 sollten noch viele erfolgreiche Abenteuerfilme folgen, so Schatten der Unterwelt (1931), Jonny stiehlt Europa (1932), Das Schiff ohne Hafen (1932, zum Teil gedreht in Bremerhaven), Ein Unsichtbarer geht durch die Stadt (1933), Der Dschungel ruft (1935) und Sein bester Freund (1937). Dann begannen jedoch Schwierigkeiten, als der Film Panik (1940–43) wegen allzu realistischer Darstellung von Luftangriffen verboten wurde. 72 Negative von seinen Filmen, darunter fast alle Stummfilme, wurden bei einem Fliegerangriff vernichtet. In der Endphase des Zweiten Weltkriegs nahm ihn Joseph Goebbels in die Gottbegnadeten-Liste der Schauspieler auf, die er für seine Propagandafilme benötigte. Dadurch wurde Piel vor einem Kriegseinsatz, auch an der Heimatfront, bewahrt.
Harry Piel war zum 1. Mai 1933 der NSDAP beigetreten (Mitgliedsnummer 3.020.327) und war förderndes Mitglied der SS gewesen. Da er dies nach dem Zusammenbruch des Dritten Reiches zunächst verschwiegen hatte, wurde er mit sechs Monaten Haft und fünf Jahren Berufsverbot belegt. Nach seiner Entnazifizierung gründete Harry Piel dann am 17. März 1950 in Wiesbaden (das Ehepaar Piel bezog 1949 eine Villa in Wiesbaden Nerotal 1) erneut die „Ariel-Film“, mit der er jedoch nur noch mäßigen Erfolg hatte. Nach dem Hausverkauf zogen die Piels in eine Mietwohnung; 1958 verließen sie Wiesbaden und wohnten zur Miete in der Emil-Riedel-Str. 4 in München. Die Firma wurde am 26. Januar 1960 gelöscht. Nach einem seiner letzten Filme, Gesprengte Gitter (1940/53), der nach einem umgearbeiteten Skript von Panik gedreht wurde, zog sich Piel aus dem Filmgeschäft zurück. Er starb an den Folgen eines Gehirnschlags in einer Münchner Privatklinik im Alter von 70 Jahren.

## Grabstätte
Die Grabstätte von Harry Piel befindet sich im alten Teil des Münchner Waldfriedhofs (Grabnr. 220-3-77).

## Verwandtschaft
Der Schauspieler Ralph Morgenstern ist ein Großneffe von Harry Piel.

## Filmografie
- 1912: Schwarzes Blut
- 1912: Dämone der Tiefe
- 1912: Der Börsenkönig
- 1912: Der Triumph des Todes
- 1912: Schatten der Nacht
- 1912: Schwarzes Blut 1. Teil
- 1913: Nachtschatten
- 1913: Der schwarze Pierrot
- 1913: Der grüne Teufel
- 1913: Im Leben verspielt
- 1913: Menschen und Masken
- 1913: Seelenadel
- 1913: Erblich belastet?
- 1913: Harakiri
- 1913: Die Millionenmine
- 1914: Die braune Bestie
- 1914: Der geheimnisvolle Nachtschatten
- 1914: Das Teufelsauge
- 1914: Das geheimnisvolle Zeichen
- 1914: Das Abenteuer eines Journalisten
- 1915: Der schwarze Husar
- 1915: Der Bär von Baskerville
- 1915: Manya, die Türkin
- 1915: Im Banne der Vergangenheit
- 1915: Das Geheimnis von D 14
- 1915: Police Nr. 1111
- 1915: Das verschwundene Los
- 1915: Die große Wette
- 1916: Das lebende Rätsel
- 1916: Unter heißer Zone
- 1916: Das geheimnisvolle Telefon
- 1917: Zur Strecke gebracht
- 1917: Der Sultan von Johore
- 1917: Der weiße Schrecken
- 1917: Um eine Million
- 1917: Der stumme Zeuge
- 1917: Sein Todfeind
- 1918: Das amerikanische Duell
- 1918: Die Ratte
- 1918: Das rollende Hotel
- 1918: Diplomaten Film:
- 1918: Die närrische Fabrik
- 1919: Die Krone von Palma
- 1919: Das Auge des Götzen
- 1919: Der Muff
- 1919: Der blaue Drachen
- 1919: Der rätselhafte Klub
- 1919: Der große Coup
- 1919: Über den Wolken Film
- 1920: Die Geheimnisse des Zirkus Barré
- 1920: Die Luftpiraten
- 1920: Das fliegende Auto
- 1920: Der Verächter des Todes
- 1920: Das Gefängnis auf dem Meeresgrund
- 1921: Der Reiter ohne Kopf
- 1921: Der Fürst der Berge
- 1922: Das verschwundene Haus
- 1922: Das schwarze Kuvert
- 1923: Rivalen
- 1923: Der letzte Kampf
- 1923: Abenteuer einer Nacht
- 1923: Menschen und Masken
- 1924: Auf gefährlichen Spuren
- 1924: Der Mann ohne Nerven
- 1925: Schneller als der Tod
- 1925: Zigano, der Brigant vom Monte Diavolo
- 1925: Abenteuer im Nachtexpreß
- 1926: Der schwarze Pierrot
- 1926: Achtung Harry! Augen auf!
- 1926: Was ist los im Zirkus Beely?
- 1927: Sein größter Bluff
- 1927: Rätsel einer Nacht
- 1928: Panik
- 1928: Mann gegen Mann
- 1928: Seine stärkste Waffe
- 1929: Die Mitternachts-Taxe
- 1929: Männer ohne Beruf
- 1929: Sein bester Freund
- 1930: Menschen im Feuer
- 1930: Achtung! – Auto-Diebe!
- 1930: Er oder ich
- 1931: Schatten der Unterwelt
- 1931: Bobby geht los
- 1932: Der Geheimagent
- 1932: Jonny stiehlt Europa
- 1932: Das Schiff ohne Hafen
- 1933: Sprung in den Abgrund
- 1933: Schwarzwaldmädel (nur Produktion)
- 1933: Ein Unsichtbarer geht durch die Stadt
- 1934: Die Welt ohne Maske
- 1934: Der Herr der Welt (nur Regie)
- 1935: Artisten
- 1935: Der Dschungel ruft
- 1936: 90 Minuten Aufenthalt
- 1937: Sein bester Freund
- 1937: Wie einst im Mai (nur Produktion)
- 1938: Der unmögliche Herr Pitt
- 1938: Menschen, Tiere, Sensationen
- 1940/53: Gesprengte Gitter
- 1943: Die große Nummer (nur Gastauftritt)
- 1945: Der Mann im Sattel (UA: 2000)
- 1951: Der Tiger Akbar
- 1955: Affenliebe (Kurzdokumentarfilm)
- 1955: Wenn Tiere erwachen (Kurzdokumentarfilm)
- 1955: Wenn Tiere betteln (Kurzdokumentarfilm)